# Peter Olcott

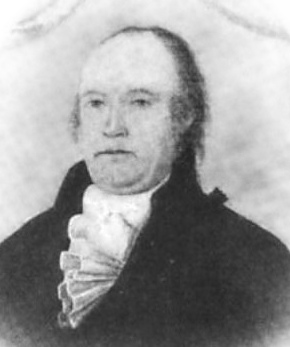
Peter Olcott

Peter Olcott (* 25. April 1733 in Bolton, Colony of Connecticut; † 12. September 1808 in Hanover, Grafton County, New Hampshire) war ein Vermonter Beamter und Militäroffizier. Er diente als Brigadier General in den kolonialen Milizen und war der sechste Vizegouverneur von Vermont.

## Leben
Geboren in Bolton, Connecticut, zog Olcott in den frühen 1770er Jahren nach Norwich und diente in verschiedenen Funktionen als Beamter. Unter anderem als Overseer of the Poor, Standesbeamter und als Richter am Gericht des Countys.
Am 11. Oktober 1759 heiratete er Sarah Mills. Sie hatten neun gemeinsame Kinder.
Olcott war während der amerikanischen Revolution aktiv. Er diente als Sequestrations Kommissar für Immobilien der Loyalisten im Jahr 1777 und war Mitglied des Repräsentantenhauses von Vermont im Jahre 1778. Als Colonel diente er in der Miliz von Vermont und sein Regiment nahm an den Schlachten von Bennington und Saratoga teil. Von 1781 bis 1788 war Olcott Kommandeur der Dritten Brigade der Miliz im Rang eines Brigadier Generals.
Olcott war ein Mitglied des Rates des Gouverneurs im Jahr 1779 und erneut von 1781 bis 1790. Er diente als Richter am Vermont Supreme Court von 1782 bis 1784. Von 1790 bis 1794 war er Vizegouverneur von Vermont und Abgeordneter im Repräsentantenhaus von Vermont, dies erneut im Jahr 1801. Olcott war ein Trustee des Dartmouth College von 1788 bis zu seinem Tod.
Olcott starb am 12. September 1808 in Hanover, New Hampshire.  Seine Grabstätte befindet sich auf dem Meeting House Hill Cemetery in Norwich, Windsor County, Vermont.